# Pseudaletia tseki
Pseudaletia tseki är en fjärilsart som beskrevs av Koutsaftikis 1974. Pseudaletia tseki ingår i släktet Pseudaletia och familjen nattflyn. Inga underarter finns listade i Catalogue of Life.